# 拉蒙济圣马丁
拉蒙济圣马丁（法語：Lamonzie-Saint-Martin）是法国多尔多涅省的一个市镇，位于该省西南部，属于贝尔热拉克区。该市镇总面积20.64平方公里，2009年时的人口为2268人。

## 人口
拉蒙济圣马丁人口变化图示